# Voissay
Voissay és un municipi francès situat al departament del Charente Marítim i a la regió de la Nova Aquitània. L'any 2007 tenia 148 habitants.

## Demografia

### Població
El 2007 la població de fet de Voissay era de 148 persones. Hi havia 61 famílies de les quals 12 eren unipersonals (4 homes vivint sols i 8 dones vivint soles), 29 parelles sense fills i 20 parelles amb fills.
La població ha evolucionat segons el següent gràfic:
Habitants censats

### Habitatges
El 2007 hi havia 75 habitatges, 61 eren l'habitatge principal de la família, 10 eren segones residències i 4 estaven desocupats. Tots els 75 habitatges eren cases. Dels 61 habitatges principals, 48 estaven ocupats pels seus propietaris, 12 estaven llogats i ocupats pels llogaters i 1 estava cedit a títol gratuït; 1 tenia dues cambres, 5 en tenien tres, 19 en tenien quatre i 36 en tenien cinc o més. 50 habitatges disposaven pel capbaix d'una plaça de pàrquing. A 26 habitatges hi havia un automòbil i a 34 n'hi havia dos o més.

### Piràmide de població
La piràmide de població per edats i sexe el 2009 era:
| Homes | Edats   | Dones |
| ----- | ------- | ----- |
| 0     | 95 o +  | 0     |
| 0     | 90 a 94 | 0     |
| 0     | 85 a 89 | 4     |
| 0     | 80 a 84 | 0     |
| 4     | 75 a 79 | 12    |
| 4     | 70 a 74 | 4     |
| 8     | 65 a 69 | 0     |
| 0     | 60 a 64 | 8     |
| 0     | 55 a 59 | 4     |
| 12    | 50 a 54 | 8     |
| 0     | 45 a 49 | 4     |
| 0     | 40 a 44 | 0     |
| 8     | 35 a 39 | 4     |
| 0     | 30 a 34 | 0     |
| 0     | 25 a 29 | 0     |
| 4     | 20 a 24 | 0     |
| 0     | 15 a 19 | 0     |
| 8     | 10 a 14 | 0     |
| 0     | 5 a 9   | 0     |
| 0     | 0 a 4   | 0     |

## Economia
El 2007 la població en edat de treballar era de 81 persones, 68 eren actives i 13 eren inactives. De les 68 persones actives 60 estaven ocupades (36 homes i 24 dones) i 8 estaven aturades (1 home i 7 dones). De les 13 persones inactives 6 estaven jubilades, 3 estaven estudiant i 4 estaven classificades com a «altres inactius».

### Ingressos
El 2009 a Voissay hi havia 64 unitats fiscals que integraven 171,5 persones, la mediana anual d'ingressos fiscals per persona era de 16.617 €.

### Activitats econòmiques
L'únic establiment que hi havia el 2007 era d'una empresa de construcció.
L'únic servei als particulars que hi havia el 2009 era un guixaire pintor.
L'any 2000 a Voissay hi havia 13 explotacions agrícoles que ocupaven un total de 612 hectàrees.

## Poblacions més properes
El següent diagrama mostra les poblacions més properes.